# Llengües germàniques
Les llengües germàniques són una família de llengües indoeuropees parlades originàriament per pobles germànics que s'assentaren al nord de l'Imperi romà. Se suposa que provenen d'un hipotètic protogermànic, que s'hauria parlat cap al segon mil·lenni aC.

## Història
Es creu que totes les llengües germàniques descendeixen d'un hipotètic protogermànic, unides per la subjecció als canvis sonors de la llei de Grimm i la llei de Verner. Probablement van tenir lloc durant l’edat del ferro preromana del nord d'Europa, des de ca. 500 aC. El protogermànic mateix probablement es va parlar després de ca. 500 aC, i el protonòrdic del segle II dC i posteriors encara és força proper al protogermànic reconstruït, però altres innovacions comunes que separen el germànic del protoindoeuropeu suggereixen una història comuna de parlants preprotogermànics al llarg de l’edat del bronze nòrdica.
Des de la seva primera atestació, les varietats germàniques es divideixen en tres grups: germàniques occidentals, orientals i septentrionals. La seva relació exacta és difícil de determinar a partir de l'escassa evidència d'inscripcions rúniques.
El grup occidental s'hauria format a finals de la cultura Jastorf, i el grup oriental pot derivar de la varietat de Gotland del segle I, deixant el sud de Suècia com la ubicació original del grup septentrional. El període més primerenc de l'Ancient Futhark (segles II al IV) és anterior a la divisió en variants d'escriptura regional, i lingüísticament essencialment encara reflecteix l'etapa germànica comuna. Les inscripcions vimoses inclouen algunes de les inscripcions germàniques més antigues que es poden datar, que comencen cap el 160 dC.
El text germànic coherent més antic que es conserva és la traducció gòtica del Nou Testament del segle IV feta per Úlfila. Els primers testimonis del germànic occidental es troben en franc antic / neerlandès antic (la inscripció de Bergakker del segle V), alt alemany antic (paraules i frases disperses del segle VI i textos coherents del segle IX) i anglès antic (textos més antics del 650, textos coherents del segle X). El germànic septentrional només està testimoniat en inscripcions rúniques disperses, com a protonòrdic, fins que evoluciona al nòrdic antic cap al 800.
Inscripcions rúniques més llargues dels segles VIII i IX (pedra d'Eggjum, pedra de Rök), i textos més llargs en alfabet llatí del segle XII (Íslendingabók), i part de la poesia escàldica es remunta al segle IX.
Cap al segle X, les varietats havien divergit prou com per dificultar la intel·ligibilitat mútua. El contacte lingüístic dels colons vikings del Danelaw amb els anglosaxons va deixar rastres en la llengua anglesa i se sospita que va facilitar el col·lapse de la gramàtica de l'anglès antic que, combinat amb l'afluència de vocabulari romànic francès antic després de la conquesta normanda, va donar lloc a l'anglès mitjà a partir del segle XII.
Les llengües germàniques orientals van ser marginades des del final del període de migració. Els burgundis, els gots i els vàndals van ser assimilats lingüísticament pels seus respectius veïns cap al segle VII, i només el gòtic de Crimea va persistir fins al segle xviii.
Durant l'alta edat mitjana, les llengües germàniques occidentals estaven separades pel desenvolupament insular de l'anglès mitjà, d'una banda, i pel canvi consonàntic de l'alt alemany al continent, de l'altra, donant lloc a l'alt alemany i el baix saxó, amb varietats intermèdies graduals de l'alemany central. A principis de l'època moderna, l'abast s'havia estès a diferències considerables, que anaven des de l'alemany més alt al sud fins al baix saxó septentrional al nord, i, tot i que ambdós extrems es consideren alemanys, difícilment són mútuament intel·ligibles. Les varietats més meridionals havien completat el segon canvi de so, mentre que les varietats del nord no es van veure afectades pel canvi consonàntic.
Les llengües germàniques del nord, en canvi, van romandre unificades fins ben passat l'any 1000 dC, i de fet, les llengües escandinaves continentals encara conserven en gran mesura la intel·ligibilitat mútua en els temps moderns. La principal divisió en aquestes llengües és entre les llengües continentals i les llengües insulars a l'oest, especialment l'islandès, que ha mantingut la gramàtica del nòrdic antic pràcticament sense canvis, mentre que les llengües continentals han divergit molt.

## Característiques
Les llengües germàniques comparteixen una sèrie de trets lingüístics:
- Mutacions consonàntiques descrites per les lleis de Grimm i Verner[3]
- Lèxic comú d'origen no indoeuropeu
- Pretèrit acabat amb sufix dental (-t o -d) per als verbs febles
- Presència d'adjectius forts i febles

A més, bona part de les llengües germàniques actuals presenten una tendència a esdevenir llengües analítiques, cosa que es manifesta en una forta purga de la flexió verbal (en les llengües escandinaves orientals ja no s'hi fa cap distinció de persona o nombre), les declinacions i fins i tot el gènere de les paraules, que ha passat de 3 en el protogermànic (masculí, femení i neutre) a 2 (comú i neutre) en suec, danès i neerlandès, i només un en anglès, scots i afrikaans.
Altres característiques significatives són:
1. La reducció de les diverses combinacions de temps i aspectes del sistema verbal indoeuropeu a només dues: el present i el passat (també anomenat pretèrit).
2. El desenvolupament d'una nova classe de verbs febles que utilitzen un sufix dental (/d/, /t/ o /ð/) en lloc de l'alternança vocàlica (ablaut indoeuropeu) per indicar el passat. La gran majoria dels verbs en totes les llengües germàniques són febles; la resta de verbs amb ablaut de vocal són els verbs forts. La distinció s'ha perdut en afrikaans.
3. Una distinció en la definició d'un sintagma nominal que es marca per diferents conjunts de terminacions flexionals per als adjectius, les anomenades inflexions fortes i febles. Un desenvolupament similar va tenir lloc en les llengües baltoeslaves. Aquesta distinció s'ha perdut en l'anglès modern, però estava present en l'anglès antic i roman en totes les altres llengües germàniques en diversos graus.
4. Algunes paraules amb etimologies difícils de vincular a altres famílies indoeuropees però amb variants que apareixen en gairebé totes les llengües germàniques. Vegeu la hipòtesi del substrat germànic.
5. Les partícules discursives, que són una classe de paraules curtes i àtones que els parlants utilitzen per expressar la seva actitud envers l'enunciat o l'oient. Aquesta categoria de paraules sembla ser rara fora de les llengües germàniques. Un exemple seria la paraula «just», que el parlant pot utilitzar per expressar sorpresa.[4]

Algunes de les característiques presents a les llengües germàniques no eren presents al protogermànic, sinó que es van desenvolupar més tard com a trets superficials que es van estendre de llengua a llengua:
- La dièresi germànica només va afectar les llengües germàniques del nord i de l'oest (que representen totes les llengües germàniques modernes), però no les llengües germàniques orientals, ara extintes, com el gòtic, ni el protogermànic, l'avantpassat comú de totes les llengües germàniques.
- El gran inventari de qualitats vocàliques és un desenvolupament posterior, a causa d'una combinació de la dièresi germànica i la tendència en moltes llengües germàniques que parells de vocals llargues/curtes de qualitat originalment idèntica desenvolupin qualitats diferents, amb la distinció de longitud que de vegades es perd finalment. El protogermànic només tenia cinc qualitats vocàliques diferents, tot i que hi havia més fonemes vocàlics reals perquè la longitud i possiblement la nasalitat eren fonèmiques. En l'alemany modern, encara existeixen parells de vocals llargues i curtes, però també són de qualitat diferent.
- El protogermànic probablement tenia un ordre de paraules SOVI més general. Tanmateix, la tendència cap a l'ordre V2 pot haver estat present ja en forma latent i pot estar relacionada amb la llei de Wackernagel, una llei indoeuropea que dicta que els clítics de les oracions s'han de col·locar en segon lloc.

En termes generals, les llengües germàniques difereixen en el grau de conservació o progressisme de cada llengua respecte a una tendència general cap a l'analiticitat. Alguns, com l'islandès i, en menor mesura, l'alemany, han conservat gran part de la complexa morfologia flexiva heretada del protogermànic (i al seu torn del protoindoeuropeu). Altres, com l'anglès, el suec i l'afrikaans, han evolucionat cap a un tipus majoritàriament analític.

## Classificació i parlants
La mobilitat de les tribus germàniques va propiciar, ben aviat, la dispersió i diferenciació de la seva parla, i en conformà tres branques principals: el septentrional, l'occidental i l'oriental (totes les llengües de les quals són extintes). Amb tot, la posterior evolució històrica dels estats en què es parlaven n'estengué enormement l'abast, amb l'antic nòrdic parlat en assentaments des de Groenlàndia i Vinland fins a Rússia o Normandia durant l'edat mitjana; el neerlandès i l'anglès estesos mitjançant imperis colonials a partir de l'edat moderna i l'alemany esdevenint l'idioma més parlat del centre d'Europa. Actualment, uns 900 milions de persones parlen alguna de les diferents llengües germàniques. Com a segona llengua és un dels grups amb més parlants, a causa de la internacionalitat de l'anglès.
L'arbre lingüístic a partir del protogermànic seria el següent (discutible, ja que la distinció entre llengües i dialectes no és sempre clara):
- Llengües germàniques orientals (extintes)
  - gòtic
    - visigòtic
    - ostrogòtic
    - gòtic de Crimea (extingit cap al 1800)

  - vàndal
  - burgundi
- llengües germàniques occidentals
  - grup anglofrisó
    - anglès
    - scots
    - frisó

  - alt alemany
    - alemany estàndard actual
    - luxemburguès
    - ídix
    - alamànic
    - alemany suís

  - baix alemany
    - baix fràncic
      - neerlandès
      - afrikaans

    - baix saxó
- llengües germàniques septentrionals (o escandinaves)
  - antic nòrdic
    - branca oriental (o continental)
      - danès
      - noruec (bokmål)
      - suec

    - branca occidental (o insular)
      - feroès
      - islandès
      - noruec (nynorsk)
      - norn (extingit)

## Comparació de termes seleccionats
| Català | Afrikaans | Alemany     | Anglès    | Danès  | Escocès | Feroès      | Gòtic   | Islandès | Ídix          | Neerlandès | Noruec (Bokmål) | Suec      |
| ------ | --------- | ----------- | --------- | ------ | ------- | ----------- | ------- | -------- | ------------- | ---------- | --------------- | --------- |
| A casa | Heim*     | daheim*     | (at) home | Hjem   | Hame    | Heim        | Háimóþ  | Heim     | הײם (Heym)    | thuis      | Hjem            | Hem       |
| Allò   | Dat       | Das         | That      | Det    | That    | Hetta       | Þata    | Þetta    | דאָס (Dos)     | Dat        | Det             | Det       |
| Alt    | Hoog      | Hoch        | High/Tall | Høj    | Heich   | Høg/ur      | Háuh    | Hár      | הױך (Hoyḫ)    | Hoog       | Høy             | Hög       |
| Cap    | Kop       | Haupt/Kopf  | Head      | Hoved  | Heid    | Høvd/høvur  | Háubiþ  | Höfuð    | קאָפּ (Kop)     | Hoofd/Kop  | Hode            | Huvud     |
| Casa   | Huis      | Haus        | House     | Hus    | Hoose   | Hús         | Hús     | Hús      | הױז (Hoyz)    | Huis       | Hus             | Hus       |
| Cuc    | Wurm      | Wurm        | Worm      | Orm    | Wirm    | Ormur       | Maþa    | Ormur    | װאָרעם (Vorem) | Worm       | Orm             | Mask, Orm |
| Dia    | Day       | Tag         | Day       | Dag    | Day     | Dagur       | Dags    | Dagur    | טאָג (Tog)     | Dag        | Dag             | Dag       |
| Donar  | Gee       | Geben       | Give      | Give   | Gie     | Geva        | Giban   | Gefa     | געבן (Gebn)   | Geven      | Gi              | Giva/Ge   |
| Dos    | Twee      | Zwei/Zwo    | Two       | To     | Twa     | Tvey        | Twái    | Tveir    | צװײ (Ẓvey)    | Twee       | To              | Två       |
| Ganxo  | Haak      | Haken       | Hook      | Krog   | Heuk    | Haken       |         | Krókur   |               | Haak       | Hake/Krok       | Hake/Krok |
| Llibre | Boek      | Buch        | Book      | Bog    | Beuk    | Bók         | Bóka    | Bók      | בוך (Buḫ)     | Boek       | Bok             | Bok       |
| Lluna  | Maan      | Mond        | Moon      | Måne   | Muin    | Máni        | Ména    | Tungl    |               | Maan       | Måne            | Måne      |
| Mà     | Hand      | Hand        | Hand      | Hånd   | Haund   | Hánd        | Handus  | Hönd     | האַנט (Hant)   | Hand       | Hånd            | Hand      |
| Marró  | Bruin     | Braun       | Brown     | Brun   | Broun   | Brúnt       | Bruns   | Brúnn    |               | Bruin      | Brun            | Brun      |
| Molts  | Menige    | Manche      | Many      | Mange  | Mony    | Nógv        | Manags  | Margir   |               | Menig      | Mange           | Många     |
| Morir  | Sterf     | Sterben     | Die       | Dø     | Dee     | Doyggja     | Diwan   | Deyja    |               | Sterven    | Dø              | Dö        |
| Neu    | Sneeu     | Schnee      | Snow      | Sne    | Snaw    | Kavi        | Snáiws  | Snjór    | שנײ (Šney)    | Sneeuw     | Snø             | Snö       |
| Nit    | Nag       | Nacht       | Night     | Nat    | Nicht   | Nátt        | Nahts   | Nótt     | נאַכט (Naḫt)   | Nacht      | Natt            | Natt      |
| No     | Nee       | Nein/Nö/Nee | No        | Nej    | Nae     | Nei         | Né      | Nei      | נײן (Neyn)    | Nee        | Nei             | Nej       |
| Or     | Goud      | Gold        | Gold      | Guld   | Gowd    | Gull        | Gulþ    | Gull     | גאָלד (Gold)   | Goud       | Gull            | Guld      |
| Pedra  | Steen     | Stein       | Stone     | Sten   | Stane   | Steinur     | Stáins  | Steinn   | שטײן (Šteyn)  | Steen      | Stein           | Sten      |
| Pit    | Bors      | Brust       | Breast    | Bryst  | Breest  | Bróst       | Brusts  | Brjóst   | ברוסט (Brust) | Borst      | Bryst           | Bröst     |
| Poma   | Appel     | Apfel       | Apple     | Æble   | Aiple   | Súrepli     | Aplus   | Epli     | עפּל (Epl)     | Appel      | Eple            | Äpple     |
| Prou   | Genoeg    | Genug       | Enough    | Nok    | Eneuch  | Nóg         | Ga-nóhs | Nóg      | גענוג (Genug) | Genoeg     | Nok             | Nog       |
| Qui    | Wie       | Wer         | Who       | Hvem   | Wha     | Hvør        | Has     | Hver     | װער (Ver)     | Wie        | Hvem            | Vem       |
| Tauler | Bord      | Brett       | Board     | Bræt   | Buird   | Borð        | baúrd   | Borð     |               | Bord       | Bord            | Bord      |
| U      | Een       | Eins        | One       | En     | Ane     | Eitt        | Áins    | Einn     | אײן (Eyn)     | Een        | En              | En        |
| Unça   | Ons       | Unze        | Ounce     |        | Unce    |             |         | Únsa     |               | Ons        | Unse            | Uns       |
| Vell   | Oud       | Alt         | Old       | Gammel | Auld    | Gamal/Gomul | Sineigs | Gamall   | אַלט (Alt)     | Oud        | Gammel          | Gammal    |
| Vidre  | Glas      | Glas        | Glass     | Glas   | Gless   | Glas        |         | Gler     | גלאָז (Gloz)   | Glas       | Glass           | Glas      |

- (*) Ús antiquat.